# Lev (brödkaka)
Lev är i äldre svenska, i kulturhistoriska skildringar och i sydliga och sydvästliga svenska folkmål ett ord för brödkaka och mindre limpa (kognat med engelska: loaf, "limpa"). I sydsvenska folkmål var ordet vanligt på 1900‑talet.
Ett besläktat ord är läfsa som bland annat kan betyda brödkaka.
Den maskulina a‑stammen lever är i de fornsvenska landskapslagarna ett vanligt ord: 
thre lefuæ. oc thriggiæ lefuæ sughl. (tre levar och tre levars sovel) – Smålandslagen
þre marker smör. ok þre lewæ bröþ (tre marker smör och tre levar bröd) – Hälsingelagen